# 皮蘭布
10°44′16″S 36°51′21″W / 10.73778°S 36.85583°W
皮蘭布，是巴西的城鎮，位於該國東北部，由塞爾希培州負責管轄，始建於1963年11月26日，面積218平方公里，海拔高度2米，2010年人口8,369，人口密度每平方公里38.38人。